# 売春宿の場面
『売春宿の場面』（ばいしゅんやどのばめん、蘭: Bordeelscène、英: Brothel Scene）、または『宿の場面』（やどのばめん、英: Scene in an Inn）は、17世紀オランダ絵画黄金時代のレイデンの画家フランス・ファン・ミーリスが1658–1659年ごろ、板上に油彩で制作した絵画で、画家の傑作である。1960年1月29日以来、ハーグのマウリッツハイス美術館に所蔵されている。
ミーリスは、本作の売春宿を訪れる兵士に自画像を用いている。彼は、片手でグラスを女中に差し出し、もう一方の手で彼女を抱き寄せている。彼ら2人の視線と女中のはだけた胸により、鑑賞者は作品の主題がわかる。主題はまた、彼らの右の背後で交配する2匹の犬で表されている。ここは売春宿なのである。表現方法はあからさまであるが、技巧的には非常に優れており、17世紀の人々はこの作品にユーモアを見出したであろう。女中のドレスの生地の描写は見事で、鑑賞者は、兵士がそれを引っ張っていることなどにはほとんど気づかない。こうした絵画は、その写実性が広く称賛されてきたが、実際には画家の手が相当に加えられている。

## 来歴
本作は、レディー・シーフォース という女性のコレクションにあったことが最初に記録されている。その後、作品は、1875年5月1日までCh.ブレンデル (Ch. Bredel) に、次いで1876年6月16日までロンドンのA.デヴィー (A.Devy) に所有された。次の所有者はダッドリー伯爵 で、伯爵は、さらに1892年6月25日に作品をロンドンのE.スタインコップ (E. Steinkopf) に売却した。次いで、作品は、1935年、画商ダイツ (Duits) の会社に所有された時に文書に記録された。5年後、作品は、アムステルダムのフリッツ・マンハイマー に所有された。
1941年、作品は、ハーグのディーンスツテッレ・ミュールマン (Dienststelle Mühlmann) によりアドルフ・ヒトラーのために購入され、ヒトラーは自身の生地ブラウナウ・アム・インに近いリンツの総統美術館に作品を置いた。 後に、ハーグのオランダ美術コレクション (第二次世界大戦後、回復されたオランダ国家所有の絵画コレクション) に、そして、さらにハーグの国家コレクションに移された。